# In puris naturabilis

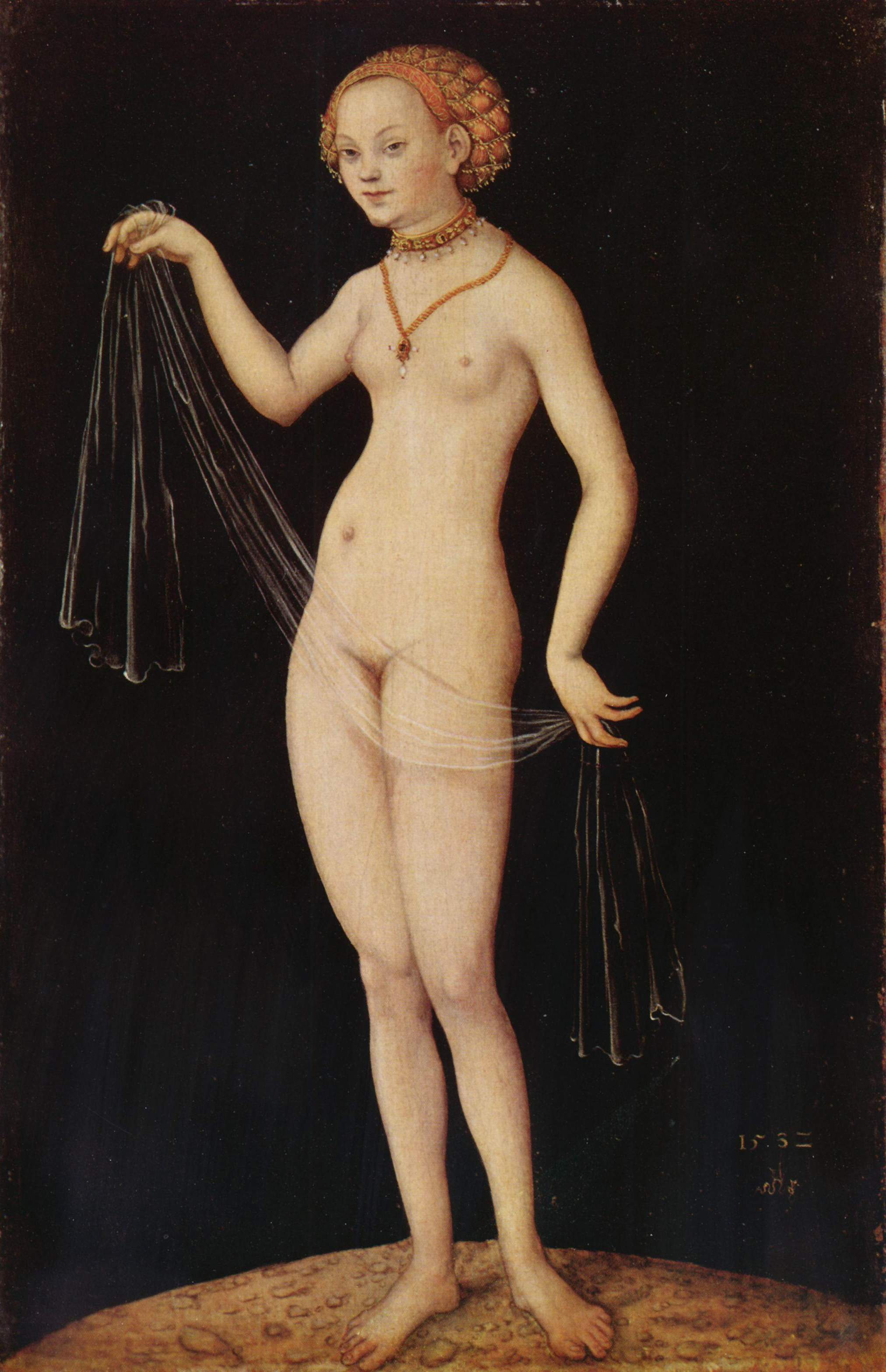
Venus - Lucas Cranach der Ältere.

In puris naturabilis es una locución latina que se traduce literalmente como “En puro estado natural” aunque también es utilizada para indicar que se está “completamente desnudo/a”
El término ha sido utilizado en la literatura romántica, para dar una sensación de pundonor a la situación narrada por el autor, cuando dos amantes se encuentran desnudos.